# Подвежа
Подвежа (словен. Podveža) је насељено место у општини Луче, Савињска регија, Словенија.

## Историја
До територијалне реорганизације у Словенији била је у саставу старе општине Мозирје.

## Становништво
У попису становништва из 2011. године, Подвежа је имала 142 становника.
| Број становника према пописима | Број становника према пописима | Број становника према пописима |
| ------------------------------ | ------------------------------ | ------------------------------ |
| 1991                           | 2002                           | 2011                           |
| 168                            | 158                            | 142                            |

## Галерија
- планина Корошица, Коцбеков дом
- поглед са Корошице на планину Лучка баба
- Моличка планина, овце
- плато Длесковец, путоказ